# Atribuční zkreslení
Atribuční zkreslení (angl. attribution bias nebo attributional bias) je typ kognitivního zkreslení, který popisuje tendenci lidí systematicky chybovat v posouzení sebe či jiných osob nebo se mýlit v odůvodnění svého či jejich chování. 
Atribuční zkreslení vzniká kvůli potřebě lidí poznat příčinu svého chování či chování ostatních, toto přisuzování (atribuce) nemusí ale odrážet realitu. Spíše než o objektivní zhodnocení jde v prvé řadě o vnímání takových chyb, které vedou k potvrzování vlastní interpretace (sociálního) světa.
Atribuční zkreslení byla poprvé popisována v 50. a 60. letech psychologem Fritzem Heiderem, jeho práci pak rozšířili další psychologové, Harold Kelley a Ed Jones. Kelley a Jones se věnovali popisu podmínek, za kterých u lidí k atribucím dochází.
Atribuční zkreslení jsou velmi častým kognitivním zkreslením, proto se jedná o důležité vědecké téma. Příkladem atribučního zkreslení může být situace, ve které nás řidič automobilu donutí prudce zastavit při přecházení silnice či uskočit na chodník. První myšlenkou může být jednoznačné odsouzení bezohledného řidiče, i když šlo spíše důsledek podmínek dané situace — je možné, že si nás řidič nevšiml anebo všiml pozdě.
Existuje mnoho různých typů atribučních zkreslení, například ultimate attribution error, fundamental attribution error, actor-observer bias či hostile attribution bias. Každé takové zkreslení či chyba popisují určitou tendenci lidí, kterou projevují při odůvodňování různých typů chování.

## Dějiny

### Atribuční teorie
Výzkum atribučního zkreslení je založen na teorii atribuce, která byla navržena jako odpověď na otázku, proč a jak lidé vytváří význam svého vlastního chování a chování ostatních. Tato teorie se soustředí na identifikaci způsobu, kterým člověk zpracovává informace ze svého prostředí, proto aby vysvětlil kauzalitu událostí. Atribuční teorie rovněž poskytuje vysvětlení skutečnosti, proč si různí lidé mohou stejnou událost vykládat různými způsoby a jaké faktory přispívají k atribučním zkreslení.

### Fritz Heider
Psycholog Fritz Heider popisoval atribuce ve své knize z roku 1958 s názvem The Psychology of Interpersonal Relations. Heider posunul výzkum zkoumaní atribuční teorie a autribučního zkreslení dále a je autorem zásadních poznatků týkajících se tohoto tématu. Poznamenal, že lidé tíhnou k vytváření rozdílů mezi chováním, které je zapříčiněno osobními dispozicemi, situačními či environmentálními podmínkami. Všiml si také, že lidé mají tendenci vysvětlovat si chování druhých spíše dispozičními faktory (tedy jejich vlastnostmi) a zároveň ignorovat vnější podmínky.

### Jones & Davis
V návaznosti na Heidera začali další psychologové nabízet další teorie. V roce 1965 sociální psychologové Edward E. Jones a Keith Davis přišli s vysvětlením modelu atribuce, který nazvali teorií odpovídajících závěrů (angl. correspondent inference theory). 
Tato teorie předpokládá, že lidské chování odráží jeho stabilní dispozice nebo osobnostní charakteristiky. Dle Jonese a Davise existují určité podmínky, které na nás působí a ve kterých pravděpodobněji podlehneme „odpovídajícím závěrům“ při přemýšlení o chování někoho dalšího:

#### Atribuce intence
Lidé pravděpodobněji ohodnotí chování dalšího člověka jako záměrné, spíše než nezáměrné.

#### Společenská žádoucnost
Lide s větší pravděpodobností dojdou k dispozičnímu závěru (tedy že je člověk jedná na základě svých dispozic, ne na základě dané situace), pokud je toto chování společensky nežádoucí, spíše než když je konvenční.

#### Efekty chování
Lidé s větší pravděpodobností dojdou k dispozičnímu závěru (tedy že je člověk jedná na základě svých dispozic, ne na základě dané situace), pokud činy druhého člověka vedou k výsledkům, které se objevují zřídka, nebo jsou unikátní.

### Harold Kelley
Krátce po teorii Jonese a Davise přichází Harold Kelley s tzv. kovariačním modelem. Tento model pomohl vysvětlit, jak si lidé vybírají, zda určité chování přiřadí vnitřním, či vnějším dispozicím. Navrhl tři faktory, které lidi ovlivňují v jejich vysvětlování chování:
- konsensus = obvyklá reakce osoby, tedy míra, do jaké se další lidé chovají stejný způsobem. Vysoký konsensus značí, že se většina lidí chová stejně jako pozorovaná osoba. Nízká znamená, že se takovým způsobem moc lidí nechová.
- konzistence = univerzálnost, ustálený rozsah chování, vysoká konzistence znamená, že se osoba chová vždy určitým způsobem, nízká značí, že se pozorovaná osoba nechová nikdy tím stejným způsobem.
- distinktivnost = stabilita chování v různých prostředích.[5]

## Současná teorie atribučního zkreslení
Vědci považovali dříve atribuční zkreslení za kognitivně řízené a za produkt chybného zpracování informací. Na počátku 80. let bylo prokázáno, že atribuční zkreslení může být poháněno vlastní motivací, jako například vlastními touhami či emocemi, které ovlivňují to, jak lidé interpretují sociální svět. Současné výzkumy pokračují v dokazování obou dvou vysvětlení a hledají spojitost mezi funkcí určitých typů atribučního zkreslení a chováním.
Někteří psychologové teoretické poznatky demonstrují na veřejnosti a ukazují, jakým způsobem fungují atribuční zkreslení v reálném světě. Někteří výzkumníci rovněž využívají teoretické rámce atribucí a atribučního zkreslení k pozměnění způsobu, jakým lidé interpretují informace ze svého sociálního světa. Studie pak vedou ke vzniku programů pomáhajících například studentům získat pozitivnější náhled na své akademické schopnosti.

## Typy atribučního zkreslení
Vědci identifikovali mnoho specifických typu atribučního zkreslení, níže je uvedeno několik příkladu. Nejedná se úplný přehled.

### Základní atribuční chyba
Atribuční chyba, či tzv. fundamentální atribuční chyba popisuje zkreslení, k němuž dochází při snaze vysvětlit chování ostatních lidí. Jde o tendenci pozorovatele podceňovat v regulaci chování vliv situačních faktorů a přeceňovat úlohu dispozičních faktorů.
Termín atribuční chyby byl poprvé použit na počátku 70. let psychologem Lee Rossem, který pokračoval v experimentu prováděném s Edwardem E. Jonesem a Victorem Harrisem v roce 1967. V této studii byli účastníci požádání, aby si přečetli dva texty — jeden vyjadřoval procastrovské názory, druhý proticastrovské. Poté měli účastníci zhodnotit své postoje vůči přečteným textům. Poprvé jim bylo řečeno, že se autoři textů dobrovolně rozhodli, jaký styl textů napíší (zda pro-, nebo proticastrovský). Účastníci studie vyjadřovali více pozitivních postojů vůči autorovi proticastrovského textu. Podruhé jim bylo řečeno, že si autoři hodili kostkou a podle toho poté psali své texty, účastníci ale přesto vyjadřovali více pozitivních postojů k autorovi proticastrovského textu. Studie tak ukázala, že účastníci nebrali v úvahu situační faktory, pokud měli ohodnotit třetí stranu. Tento důkaz pak přispěl k definování základní atribuční chyby.

### Zkreslení aktér-pozorovatel
Zkreslení aktér-pozorovatel (angl. actor-observer bias, nebo také actor–observer asymmetry) může být chápán jako rozšíření základní atribuční chyby. Jedná se o tendenci, ve které člověk přisuzuje své chování situačním faktorům, zatímco pozorovatel stejné chování přisuzuje osobním dispozicím. 
Zkreslení bylo popsáno Edwardem E. Jonesem a Richardem E. Nisbettem v roce 1971.

### Zkreslení sloužící sobě
Zkreslení sloužící sobě (angl. self-serving bias) je tendence lidí připisovat své úspěchy vnitřním faktorům (například schopnostem) a neúspěchy těm vnějším (například obtížnosti úkolu). Ve skutečnosti tu hrají roli dvě tendence – sebeposilující (kdy člověk připisuje zásluhy za úspěch sobě) a sebeobranné (kdy člověk popírá zodpovědnost za neúspěch).  
Zkreslení sloužící sobě je považováno za prostředek k udržení vlastní sebeúcty a zdá se být obranným mechanismem vlastního ega, který pomáhá vyrovnávat se s osobními neúspěchy. 
Výzkumy dále ukazují, že pokud se člověk dostane do situace, ve které cítí ohrožení své sebeúcty, tíhne k tomuto zkreslení více. Pokud například jedinec obdrží negativní hodnocení, je pravděpodobnější, že bude vinit vnější faktory, spíše než ty vnitřní.

### Hostile attribution bias
Hostile attribution bias je definován jako sklon k interpretaci záměrů druhých, jakožto hostilních, spíše než neškodných. Jedná se tedy o zkreslené myšlení, které přisuzuje druhým ty nejhorší motivy jednání.
Výzkumy naznačují spojitost mezi tímto zkreslením a agresí, takže lidé, kteří častěji interpretují záměry lidí jako nepřátelské, také pravděpodobněji tíhnou k agresivnímu chování.